# Красница-2
Кра́сница-2 (бел. Красніца 2) — деревня в составе Смолицкого сельсовета Быховского района Могилёвской области Республики Беларусь.

## Население
- 2010 год — 19 человек